# Bruno-Émile Laurent
Pour les articles homonymes, voir Laurent.
 (août 2016).
Bruno-Émile Laurent, dit BEL né le 1er mai 1928, est un artiste peintre français.

## Biographie
Né à Mohon le 1er mai 1928, près de Charleville-Mézières, il connaît une enfance laborieuse après avoir obtenu son certificat d’études et été sauvé d’une pleurésie purulente à l'âge de quatre ans. Il subit l’exode pendant la guerre et travaille depuis l’âge de 14 ans, accomplissant différents métiers : boucherie avec son père, réparation de pneus de vélos, manutentionnaire dans le bâtiment, rivetage en usine. À 25 ans, il vient à Paris et travaille dans la restauration et dans la construction automobile pour gagner sa vie. D’un tempérament artiste, dans les années 1970, il suit des cours de théâtre pour être comédien et fait la connaissance de l’acteur Daniel Russo, alors jeune élève. Il joue dans quelques films, aux côtés notamment de Jean Richard, qui incarne Maigret pour une série à la télévision. Alors qu’il est devenu cuisinier dans ses propres restaurants depuis une dizaine d’années, il décide, à l’âge de 45 ans, de s’inscrire aux cours du soir de dessin de la Ville de Paris, à Montparnasse. Pendant 5 ans, il apprend consciencieusement d’après le modèle vivant et le plâtre. Il suit quelques de cours de peinture et commence à exécuter ses propres tableaux, qu’il expose au Salon des Indépendants et au Salon des Artistes français. En 1987, il décide d’ouvrir son atelier-galerie, où il est toujours installé et qui fait de lui une des personnalités de la Butte. Sa localisation dans le bas-Montmartre, l’incline à se spécialiser dans la peinture de Montmartre, bien que ses sujets s’étendent aussi aux fleurs, aux vues de Paris, de New York, aux paysages de Provence, ou encore aux intérieurs de cafés. 
Le musée de Montmartre expose plusieurs de ses œuvres, qui sont très présentes dans les ventes aux enchères, tandis que le Moulin-Rouge, qui le considère comme le dernier grand peintre de Montmartre, édite une lithographie de sa composition. 
Il figure parmi les plus grands peintres de « l’école de Montmartre ». Plusieurs rétrospectives de son œuvre ont eu lieu,.

## Style
Si la critique a considéré la peinture de Bruno-Émile Laurent comme inspirée de Maurice Utrillo dans la veine du réalisme poétique et du post-impressionnisme, son style connaît depuis quelques années une évolution vers une facture plus colorée et une composition narrative faite de saynètes juxtaposées sur un jeu de taches. La nostalgie est au cœur de son inspiration : sensible au Paris d’antan, celui des « bougnats, vendeurs de charbon, des marchands des quatre saisons qui se déplaçaient avec leur charrette » dans sa jeunesse, il intègre volontiers des personnages légendaires comme le chansonnier Aristide Bruant, les danseuses du French cancan et des vues du Montmartre disparu. Avec une pointe d’humour et d'hédonisme, il revisite des chefs-d’œuvre du cinéma comme Les Enfants du paradis, La Traversée de Paris. Il rend hommage à Vincent van Gogh, à Auguste Renoir, au cirque Medrano. Épris de liberté et soucieux de faire rêver le spectateur, Bruno-Émile Laurent s’inscrit à rebours de l’art contemporain spectaculaire, voire nihiliste et provocateur, au profit d’un métier consciencieux et descriptif dans la tradition du travail sur chevalet, propre aux beaux-arts français. Parmi ses sujets de prédilection figurent des vues de Montmartre sous la neige et le Lapin Agile.